# Alysidium parasiticum
Alysidium parasiticum är en mossdjursart som beskrevs av Busk 1852. Alysidium parasiticum ingår i släktet Alysidium och familjen Alysidiidae. Inga underarter finns listade i Catalogue of Life.